# Il était une fois en France
Pour les articles homonymes, voir Il était une fois.
Il était une fois en France est une série de bande dessinée de Sylvain Vallée (dessin), Fabien Nury (scénario) et Delf (couleurs), parue aux éditions Glénat entre 2007 et 2012. Elle compte six volumes.
Elle retrace une version fictionnalisée de la vie de Joseph Joanovici, un ferrailleur juif roumain, devenu l'un des hommes les plus riches de France et qui fut, durant la Seconde Guerre mondiale, à la fois proche de la Gestapo parisienne et principal pourvoyeur de fonds de la Résistance.
Selon l'avertissement au début de chaque album, l'histoire mêle librement des faits historiques, des suppositions et des inventions délibérées.

## Résumé
La narration est rythmée par de nombreux flashbacks.
L'œuvre retrace le parcours de Joseph Joanovici, né à Kichinev en 1905 et mort à Clichy en 1965. Devenu orphelin, il s'installe en France où il exerce le métier de ferrailleur. Pendant la Seconde Guerre mondiale, il a l'occasion de s'enfuir en Amérique mais il choisit de rester, malgré les dangers qui l'entourent car il est juif. Pour survivre, il mène un jeu trouble avec l'occupant nazi et il fait fortune. En parallèle, il finance le réseau de résistants Honneur et Police. Alors que les Alliés gagnent du terrain, Joanovici cherche à dissimuler ses actes de collaboration. Après la Libération, Joanovici sacrifie « un à un ses compagnons de route » et il est traqué par le juge Legentil qui voit en lui un criminel. Un procès le conduit à cinq ans de détention, puis Joanovici s'installe en Lozère. La narration s'achève « sur une note funèbre » et une série de révélations.

## Personnages
- Joseph Joanovici : originaire de Kichinev, il devient orphelin à la suite d'un pogrom. Il y rencontre Eva, sa future épouse. Il est illettré[3] et il exerce le métier de ferrailleur[2], puis il devient un « parrain de la pègre »[3]. C'est un personnage qui « cultive le paradoxe »[3]. Il joue un rôle ambivalent entre la Gestapo et la Résistance ainsi que le sauvetage d'autres Juifs[2]. Sous l'Occupation, Joanovici adopte le pseudonyme de Spass[7].
- Eva : née à Kichinev, elle épouse Joanovici ; de leur union naissent deux filles. Quand Eva meurt, les filles se détournent de leur père[2].
- Lucie Schmidt, surnommée Lucie-fer, est l'assistante et la compagne de Joanovici et lui reste fidèle jusqu'à la fin[6].
- Robert Scaffa est un jeune résistant qui a été assassiné par ses « camarades », dont Joanovici[7]. Sa mère réclame justice pour lui : c'est ainsi que démarre l'enquête du juge Legentil[7].
- Le juge Legentil : « ennemi juré » de Joanovici, qui le poursuit sans relâche[2]. Ce personnage, lui aussi, est présenté sous un jour ambivalent[3].

## Les albums
La série est complète en six tomes (un par an à partir de 2007).
1. L'Empire de Monsieur Joseph (2007)  (ISBN 978-2-7234-5580-0)
2. Le Vol noir des corbeaux (2008)  (ISBN 978-2-7234-6183-2)
3. Honneur et police (2009)  (ISBN 978-2-7234-6873-2)
4. Aux armes, citoyens ! (2010)  (ISBN 978-2-7234-7716-1)
5. Le Petit Juge de Melun (2011)  (ISBN 978-2-7234-8358-2)
6. La Terre promise (2012)  (ISBN 978-2-7234-8499-2)

Une intégrale est publiée en novembre 2014 :
- Fabien Nury (scénario) et Sylvain Vallée (dessins), Il était une fois en France, Glénat, coll. « Caractère », novembre 2014, 416 p. (ISBN 9782344005231)

## Choix artistiques
D'après BD Gest', le titre de la série est une allusion à Il était une fois en Amérique, film de Sergio Leone, qui porte sur « le parcours hors norme d’un gangster dans le New York des années 20 » ; le chroniqueur voit aussi un rapport avec la série Le Parrain II. Le Figaro décèle également des allusions à d'autres œuvres cinématographiques, comme Il était une fois la révolution et Les Tontons flingueurs.

## Distinctions
- 2007 : BDGest'Art du meilleur scénario pour le tome 1 L'Empire de Monsieur Joseph
- 2008 : 
  - Prix Saint-Michel du meilleur scénario au festival de Bruxelles[8]
  - BdGest'Art du meilleur scénario aux  pour le tome 2 Le Vol Noir Des Corbeaux
- 2009 : 
  - Prix Saint-Michel du meilleur album francophone au festival de Bruxelles
  - Album de l'année des BdGest'Arts pour le tome 3 Honneur et Police
- 2010 : 
  - Prix des lecteurs du Parisien/Aujourd'hui en France
  - Nommé au festival d’Angoulême, pour le tome 3 Honneur et Police
- 2011 : Prix de la série au Festival d'Angoulême, pour le tome 4 Aux Armes Citoyens![2]
- 2012 : 
  - Album de l'année des BdGest'Arts pour le tome 6 La Terre Promise
  - Album d'Or Glénat
  - DBD Awards de la meilleure série[8]
- 2015 : Prix de la meilleure série au  festival italien Lucca Comics and Games, ex-aequo avec Lastman scénarisée par Bastien Vivès et Balak et dessinée par Bastien Vivès et Michaël Sanlaville
- 2018 : Album d'Or Glénat